# Kirby: Right Back at Ya!
Kirby: Right Back at Ya! (japonês: 星のカービィ, Hepburn: Hoshi no Kābī, Kirby das Estrelas em português) é o anime baseado nos jogos de Video games de Kirby. É o primeiro e único anime de Kirby e é produzido pela Nintendo e HAL Laboratory, Inc, criado por Masahiro Sakurai sendo que no Japão a companhia licenciada é a WARPSTAR enquanto na América do Norte é a 4Kids Entertainment. Ele não segue uma ordem direta de narração, sendo cada episódio uma história à parte, sem ligações diretas com os episódios anteriores, mas seguindo uma ordem cronológica no mesmo período de tempo.

## Enredo
Kirby é um guerreiro estrelar que perde o controle de sua nave e acaba caindo em Dream Land (Pupupuland na versão japonesa original) no planeta de Pop Star. Sendo assim acaba por proteger os habitantes de Cappy Town (Pupu Village no original), os Cappies do Rei Dedede que pede monstros (bestas demoníacas na versão japonesa) das empresas Pesadelo (NightMare Enterprises, holy nightmare o. no original) conhecida pela sigla N.M.E. para acabar com Kirby.
A queda de Kirby em Dream Land foi acidental, e ele deveria viajar por 2000 anos adormecido para se tornar um guerreiro estelar forte e capaz de derrotar N.M.E.. Por esse motivo e por não seguir o padrão de uma língua falada, é um bebê em fase de crescimento.
Kirby faz vários amigos, dentre os quais estão protagonistas da história como Tiff e Tuff, Lololo e Lalala, etc.
Kirby encontra um antigo guerreiro estrelar que compartilha da mesma luta contra o mal, Meta Knight (Meta Naito em japonês e Cavaleiro Meta em português) que ajuda Kirby a crescer e lutar contra N.M.E.. Ele conta com dois ajudantes, Blade Knight e Sword Knight, porém eles não são guerreiros estrelares.

## Versão japonesa original e a versão editada americana
Sua exibição no ocidente visou um público mais geral e não somente infantil, portanto, a empresa de televisão 4kids, detentora dos direitos de exibição da série fora do Japão, fez diversas alterações da versão japonesa incluindo mudanças na música de fundo e até mesmo da animação original.

## Dubladores brasileiros
Essa é a lista de dubladores, de acordo com a Anime News Network:
- Estúdio de Dublagem: Centauro Comunicaciones
- Kirby: voz original
- Rei Dedede: Luiz Laffey
- Meta Knight: Alfredo Rollo
- Escargoon: César Marchetti
- Tiff: Marisol Ribeiro (1ª voz - 1ª temporada) / Samira Fernandes (2ª voz - 2ª temporada em diante)
- Tuff: Fernanda Bock
- Diretora de Dublagem: Gilmara Sanchez
- Vocais do Tema de Abertura: Nil Bernardes

## Personagens
Kirby: Kirby não é um personagem muito difícil de descrever. Ele é redondo, rosa, e é um guerreiro estelar. Kirby é apenas um bebê, que caiu no planeta de Pop-Star e de acordo com Meta Knight, deveria dormir por mais 2000 anos. Consequentemente, ele é inexperiente e só pode falar um pouco (sua principal palavra é poyo), principalmente nomes e palavras que ele gosta. Sua personalidade começou bem simples, quando ele está com fome, ele come. Quando ele está com sono, ele dorme. Ele é o herói da série e tem incríveis habilidades incluindo flutuar, sugar e copiar as habilidades dos seus inimigos. Ele fez vários amigos em Popstar e ele também usa a Warpstar, uma estrela que é a fonte de energia do Kirby, para "surfar" no céu.
Tiff (Fumu na versão original): Tiff é outra personagem principal, depois de Kirby. Ela é uma das personagens mais inteligentes, e gosta de coisas como biologia marinha e de história, e basicamente todas as coisas sobre Dreamland. No entanto, ela também é uma das poucas pessoas que realmente sabem do que o Dedede gosta e está constantemente desconfiada dele. Ela tenta fazer com que os outros tentem a ouvir, mas raramente o fazem. Ela é filha do ministro de Dreamland, também é a responsável pela Warpstar, por ser a pessoa que mais ama o Kirby, sendo assim a Warpstar a obedece. É esperta, desconfiada e sempre descobre os planos do Rei Dedede para acabar com o Kirby. As pessoas que ela se dá melhor são Kirby e Meta Knight, mais o último, porque ela pode pelo menos ter uma conversa inteligente com ele. Ela também é a única pessoa que pode convocar a Warpstar de Kirby para ajudá-lo durante uma batalha, porque ela ama e cuida dele. Seu relacionamento com Kirby é como uma mãe/filho e ela o trata mais assim do que o soldado que ele realmente é, mas Kirby não se importa. Na versão japonesa do anime, Fumu é uma garota legal, um pouco paranoica às vezes, mas é difícil culpá-la.
Tuff (Bun na versão original): Tuff é em muitos aspectos um garoto anormal. Ele não é muito inteligente, adora brincar com seus amigos, e ele pode ser uma dor de cabeça as vezes. É teimoso, e tende a agir antes de pensar nas consequências. Normalmente ele é bem intencionado, mas não o impede de tornar a vida um pesadelo para alguns dos outros personagens. Tuff gosta de futebol e outras atividades ao ar livre, e é geralmente visto com um grupo de três crianças Cappy: Honey, Spikehead (Iroo em japonês) e Iro (Hohhe em japonês) e Kirby também. Ele é o irmão mais novo de Tiff. Ele é rebelde, ingênuo, aventureiro e às vezes cai nos planos do Rei Dedede.
Rei Dedede: Dedede é o governante de Dream Land. Ninguém sabe porquê, nem quem governava antes dele. Seus interesses incluem encomendar monstros para tentar matar Kirby ou apenas para aterrorizar a população, e comer. Suas antipatias incluem tudo relacionado à Kirby e afins. Dedede tem muito ciúmes de Kirby. No começo, ele estava tentando convencer a todos que Kirby não era um grande herói, enviando monstros para vencê-lo, mas isso não funcionou. É um pinguim, e gosta de viver perigosamente. Em seguida, ele tentou chutar Kirby do seu reino, mas não adiantou. Dedede tem um lado mais suave, mas ele só aparece raramente, como quando o planeta inteiro vai ser destruído por um asteroide em um dos episódios do anime.
Escargoon (Escargon na versão original): Escargoon é um personagem mais respeitável do que o seu nome poderia sugerir. É facilmente visto ao lado de Rei Dedede para acompanhá-lo em suas maldades. Ele tem uma vasta gama de especialidades, de máquinas para produtos químicos para botânica. Como o próprio nome sugere, é um caracol, submisso ao rei, mais sonha um dia ser ele próprio. Ajuda o Rei nas maldades contra Kirby.
Meta Knight: Meta Knight é um homem sensato em um mundo insano. Para a maior parte do tempo ele fica em segundo plano, a menos que ele precisa para dispensar alguns conselhos ou dar uma mão para Kirby. Meta Knight é um guerreiro estelar como Kirby, um dos últimos sobreviventes de uma batalha de anos antes. Após seus companheiros terem sido derrotados, Meta Knight viajou, na esperança de encontrar jovens guerreiros para a batalha contra N.M.E.. É um guerreiro estelar, cujo é um dos mais antigos. Ele está em Dreamland a serviço do Rei Dedede, mais sempre acaba orientando Kirby em suas defesas. Seus seguidores são Sword Knight e Blade knight. Durante suas viagens ele foi acompanhado por Sword e Blade, e mais tarde eles chegaram em Popstar. Naves estelares estão programadas para ir para onde os monstros estão, e descobriu sobre o interesse de Dedede em monstros, jurando lealdade a ele e mantendo-se na esperança de que outro guerreiro estrelar venha. Meta Knight pode ser frio ou carinhoso, se preocupando com Tiff, Bun e principalmente com Kirby. Ele tem um estranho senso de humor e tem uma coisa para ser mais aleatória do que misteriosa. Meta Knight explica que Kirby para amadurecer, Deve ser empurrado para seus limites, a fim de superá-los. Meta Knight vai ajudar se Kirby está verdadeiramente em perigo, mas para além de que ele sabe o que Kirby pode manipular. Ele sabe cada forma de habilidade do Kirby.
Fololo e Falala (Lololo e Lalala na versão original, respectivamente): Fololo e Falala eram um monstro chamado Lola criado por N.M.E.. Nightmare (chefe da N.M.E.) estava irritada com uma criatura tão inútil, então ele resolveu dividi-lo em suas duas metades e os vendeu ao Dedede. Dedede estava irritado por ter sido roubado, por isso deu os gêmeos para Lady Like (Memu) e Sir Ebrum (Paamu/Parm), pais de Tiff e Tuff, quando Tiff (Fumu) era apenas uma criança. São os serviçais do ministro do reino e são amigos do Kirby. Fololo e Falala cresceram sem saber de onde vieram, só que eles compartilhavam um vínculo muito forte para o ponto onde eles nunca foram separados. Quando eles finalmente descobriram sobre o seu passado, eles ficaram realmente muito feliz em saber o quão perto eles estavam.
Tokkori: Tokkori é apenas um pássaro muito falador, travesso que tem esta propensão para fazer o divertimento de Kirby. Kirby tem o mau hábito de dormir no ninho de Tokkori, ao invés de sua própria casa, mas Tokkori prefere a cama de Kirby de qualquer maneira. Às vezes Tokkori tenta ser gentil com Kirby, mas ele escolhe os piores momentos para o fazer. Ele tende a causar vários problemas.
Sword Knight e Blade Knight: Sword e Blade são os seguidores de Meta Knight. O exército de Nightmare atacaram suas casas, e para sobreviver tornaram-se bandidos. Quando eles tentaram roubar Meta Knight, o monstro Wolfwrath (Chilidog em japonês) os atacou. Meta Knight salvou os dois e eles juraram lealdade a ele, querendo ajudá-lo a procura de mais guerreiros estrelares. Sabe-se que são muito fiéis à Meta Knight, e são quase sempre vistos juntos.
Waddle Doo: O único Waddle Doo no castelo, ele é basicamente responsável por todos os Waddle Dees. Ele parece ser fluente em várias línguas, incluindo a língua dos Waddle Dees, tantas vezes ele age como um intérprete. Waddle Doo é leal ao rei Dedede, embora não seja claro por que ele o segue.
Waddle Dee: Há muitos Waddle Dees no castelo. Tudo o que é certo é que há um monte deles e é por causa do seu trabalho árduo, que o castelo esta sempre limpo. Os Waddle Dees não falam, eles apenas fazem o que eles disseram e têm o hábito de cair em seus rostos. De acordo com Curio, um historiador de Dreamland, os Waddle Dees normalmente viajam em 'bandos', até que alguém lhes dá uma refeição e um lugar para ficar, e eles vão se estabelecer lá a fim de reembolsar a pessoa. Então, aparentemente Dedede (ou alguém) deve ter os tratado com bondade, de modo que todos eles ficassem. Enquanto os Waddle Dees são bastante tolerantes de ser empurrado ao redor, até mesmo eles têm os seus limites.
Knuckle Joe: Knuckle Joe veio para Pop-Star em busca de vingança. Ele disse que seu pai tinha sido morto por um poderoso guerreiro estelar e quando Dedede lhe disse que era Kirby, Joe parou diante de nada para encontrá-lo. Porém, quando o encontrou, foi confrontado por Meta Knight, que lhe disse que seu pai era um guerreiro da estrela que lutara ao lado dele, e que Meta Knight tinha sido obrigado a matá-lo quando o pai de Joe foi transformado em um demônio por Nightmare. Joe é um garoto irritado, nervoso e impulsivo, o melhor dos tempos. É uma coisa boa que (geralmente) está do lado de Kirby. Ele também é bastante esperto, mesmo conseguindo enganar a empresa Nightmare em contratá-lo para que ele pudesse ter uma chance de destruir seu maior monstro, Masher. Na sequência que se tornou um "Demon Hunter", viajou pelo universo, para lutar contra as criações de Nightmare.
Silica: Silica é uma alienígena, semi-guerreira estelar, filha da guerreira estelar Garlude, aliada de Meta Knight. Quando sua mãe morreu, confiou a Meta sua espada, Galáxia. Ela pensou que Meta havia matado sua mãe apenas para obter Galáxia, mas quando descobre que não é verdade, alia-se a Kirby. É calma e séria, mas quando encontra um inimigo, torna-se violenta e feroz. Ela tem uma grande semelhança com Joe, pois ambos são filhos de guerreiros estelares.
Mestre Curio: Curio é um pesquisador e biólogo de Cappy Town. Muitas vezes Tiff o ajuda nos trabalhos e investigações. É inteligente, calmo e bondoso, como um velho cappie, mas não muito corajoso.